# كوكب خارج المجرة

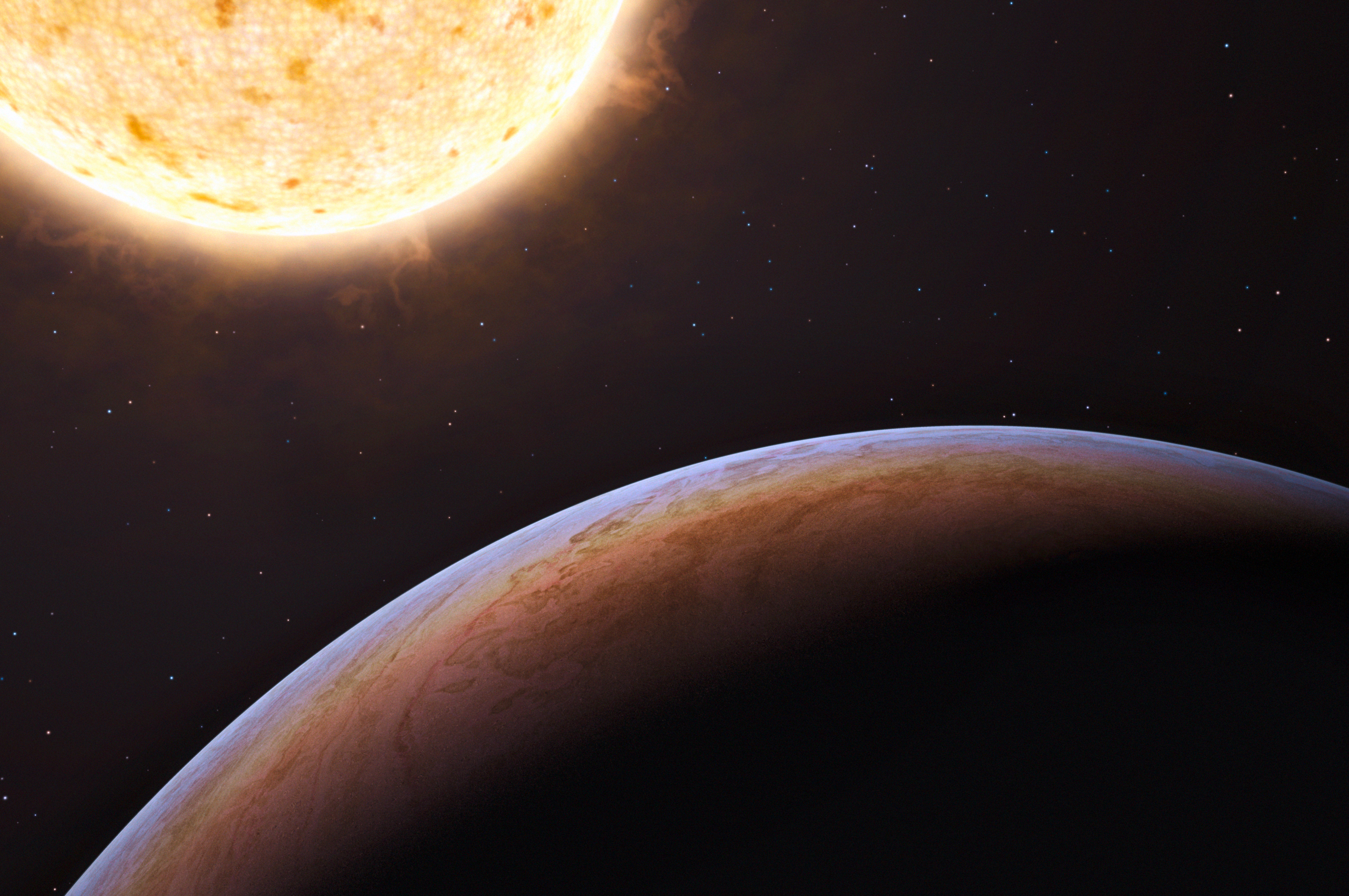
إحساس فنان بكوكب اتشايبي 13044 بي، أول كوكب تم اكتشافه من أصل خارج المجرة. وقد تم اكتشاف هذا الكوكب باستخدام [تلسكوب MPG/ESO 2.2 م في مرصد لاسيلا التابع للمرصد الأوروبي الجنوبي.

كوكب خارج المجرة هو كوكب يوجد خارج مجرة درب التبانة. ومن المصطلحات الأخرى المستخدمة له  الكوكب خارج المجموعة الشمسية ووخارج المجرة.

## الكوكب المرتبط بالجرم السماوي Twin Quasar
تمت ملاحظة حدث من خلال عدسة الجاذبية الدقيق في نظام عدسة الجاذبية للجرم السماوي Twin Quasar عام 1996، وذلك بواسطة رودولف شيلد، في الفلق "A" من الجرم السماوي المرئي بالعدسة. وتم التنبؤ أن الذي تسبب في هذا الحدث هو كوكب حجمه ثلاثة أضعاف حجم كوكب الأرض في مجرة YGKOW G1. وكان هذا هو أول كوكب خارج المجرة يتم الإعلان عنه. ولا تتكرر هذه الملاحظة، حيث إن هذه المحاذاة هي فرصة لا تأتي غير مرة واحدة. ويبعد هذا الكوكب الذي تم التنبؤ به 4 مليارات سنة ضوئية.

## كواكب مجرة المرأة المسلسلة
استخدم فريق من العلماء تصوير عدسة الجاذبية الدقيق للتوصل لكشف مبدئي لكوكب غير شمسي خارج المجرة في مجرة المرأة المسلسلة، أقرب المجرات الكبيرة المجاورة لنا. وقد وافق هذا التصوير نجمًا معه رفيق أصغر يزن 6 أو 7 مرات كتلة كوكب المشترى. وهذا الكوكب المشتبه به هو أول كوكب يتم الإعلان عنه في مجرة المرأة المسلسلة.

## نجم HIP 13044
النجم HIP 13044 هو نجم يبعد حوالي 2000 سنة ضوئية داخل مجرة درب التبانة، والذي تم اكتشاف وجود كوكب غير شمسي به. بالرغم من ذلك، يعد هذا النجم جزءًا من التيارات [[قائمة بالتيارات النجمية|النجمية، من البقايا المتخلفة من مجرة صغيرة اصطدمت بها مجرة درب التبانة وامتصتها منذ أكثر من 6 مليارات سنة. ويبلغ عمر هذا النجم ما يزيد عن 6 مليارات سنة، لذا، فبالرغم من كونه وكوكبه جزءًا الآن من مجرة درب التبانة، إلا أنهما تكونا في الأصل في مجرة أخرى، والتي كانت تدور في مدار حول مجرة درب التبانة أو تمر بالقرب منها. لذا فإن الكوكب، HIP 13044 b، حول HIP 13044 كان ذات مرة كوكبًا خارج مجرة. وقد يكون من المؤكد أن هذا الكوكب قد ابتلعه النجم عندما كان في مرحلة العملاق الأحمر سابقًا، وقضى بضع مئات من آلاف الأعوام داخل النجم.